# Michel De Wolf
Michel De Wolf (ur. 19 stycznia 1958 w Nivelles) – belgijski piłkarz grający na pozycji lewego lub środkowego obrońcy.

## Kariera klubowa
Karierę piłkarską De Wolf rozpoczął w stolicy Belgii, Brukseli, w tamtejszym klubie RWD Molenbeek. W 1977 roku zadebiutował w jego barwach w pierwszej lidze belgijskiej i dość szybko wywalczył sobie miejsce w podstawowym składzie. W 1980 roku zajął z nim 3. miejsce w lidze i jesienią zadebiutował w Pucharze UEFA. W kolejnych latach nie osiągnął jednak większych sukcesów i zajmował z RWD miejsca w środku tabeli. W 1983 roku odszedł do KAA Gent. Już w 1984 roku zdobył z tym klubem Puchar Belgii, dzięki zwycięstwu 2:0 w finale nad Standardem Liège. W 1988 roku spadł jednak z Gent do drugiej ligi i zdecydował się odejść z zespołu. Jego kolejnym klubem w karierze został KV Kortrijk. Tam Michel był jedną z gwiazd i występował przez pełne dwa sezony.
W 1990 roku De Wolf wzbudził zainteresowanie ze strony czołowego klubu w Belgii, Anderlechtu. Latem podpisał kontrakt i zaczął występować w linii obrony wraz z takimi zawodnikami jak Graeme Rutjes, Bertrand Crasson czy Adri van Tiggelen. Już w swoim pierwszym sezonie spędzonym na Stade Constant Vanden Stock został mistrzem Belgii. Rok później zespół Michela został wicemistrzem kraju tracąc mistrzostwo na rzecz Club Brugge. Jednak zarówno w 1993, jak i 1994 roku De Wolf ponownie zostawał mistrzem kraju. W tym drugim wypadku wywalczył także krajowy puchar, a po sezonie odszedł z zespołu, dla którego rozegrał 109 spotkań, w których zdobył 3 gole.
Latem 1994 roku De Wolf został piłkarzem grającego we francuskiej Ligue 2, Olympique Marsylia. Z zespołem tym zajął pierwsze miejsce w lidze, ale nie awansował on do Ligue 1 z powodu kary za korupcję. Po sezonie, latem 1995, De Wolf postanowił zakończyć piłkarską karierę. Liczył sobie wówczas 37 lat.
| Sezon   | Klub               | Kraj    | Rozgrywki     | Mecze | Bramki |
| ------- | ------------------ | ------- | ------------- | ----- | ------ |
| 1977/78 | RWD Molenbeek      | Belgia  | Eerste Klasse | 17    | 0      |
| 1978/79 | RWD Molenbeek      | Belgia  | Eerste Klasse | 31    | 0      |
| 1979/80 | RWD Molenbeek      | Belgia  | Eerste Klasse | 33    | 0      |
| 1980/81 | RWD Molenbeek      | Belgia  | Eerste Klasse | 33    | 0      |
| 1981/82 | RWD Molenbeek      | Belgia  | Eerste Klasse | 30    | 0      |
| 1982/83 | RWD Molenbeek      | Belgia  | Eerste Klasse | 31    | 1      |
| 1983/84 | KAA Gent           | Belgia  | Eerste Klasse | 33    | 0      |
| 1984/85 | KAA Gent           | Belgia  | Eerste Klasse | 30    | 2      |
| 1985/86 | KAA Gent           | Belgia  | Eerste Klasse | 31    | 0      |
| 1986/87 | KAA Gent           | Belgia  | Eerste Klasse | 32    | 0      |
| 1987/88 | KAA Gent           | Belgia  | Eerste Klasse | 24    | 1      |
| 1988/89 | KV Kortrijk        | Belgia  | Eerste Klasse | 33    | 2      |
| 1989/90 | KV Kortrijk        | Belgia  | Eerste Klasse | 34    | 0      |
| 1990/91 | RSC Anderlecht     | Belgia  | Eerste Klasse | 33    | 1      |
| 1991/92 | RSC Anderlecht     | Belgia  | Eerste Klasse | 33    | 2      |
| 1992/93 | RSC Anderlecht     | Belgia  | Eerste Klasse | 30    | 0      |
| 1993/94 | RSC Anderlecht     | Belgia  | Eerste Klasse | 13    | 0      |
| 1994/95 | Olympique Marsylia | Francja | Ligue 2       | 39    | 0      |

## Kariera reprezentacyjna
W reprezentacji Belgii De Wolf zadebiutował 15 października 1980 roku w zremisowanym 1:1 meczu eliminacji do Mistrzostw Świata w Hiszpanii, gdy w 88. minucie meczu zmienił Luca Millecampsa. W 1984 roku Guy Thys powołał go do kadry na Euro 84. Tam wystąpił w trzech spotkaniach grupowych: z Jugosławią (2:0), z Francji (0:5) i z Danią (2:3).
W 1986 roku De Wolf po raz pierwszy wystąpił w turnieju o mistrzostwo świata. Na boiskach Meksyku zagrał jedynie we dwóch spotkaniach grupowych: z Meksykiem (1:2) oraz z Irakiem. Z Belgią zajął 4. miejsce w tym turnieju. Z kolei w 1990 roku na mundialu we Włoszech Michel był podstawowym zawodnikiem i zaliczył cztery mecze: z Koreą Południową (2:0 i gol w 64. minucie), z Urugwajem (3:1), z Hiszpanią (1:2) oraz w 1/8 finału z Anglią (0:1 po dogrywce). Swój ostatni mundial De Wolf zaliczył w 1994 w USA. Tam zagrał czterokrotnie: z Marokiem (1:0), z Holandią (1:0), z Arabią Saudyjską (0:1) oraz w 1/8 finału z Niemcami (2:3). Po tym mundialu De Wolf zakończył reprezentacyjną karierę. W drużynie narodowej wystąpił 42 razy i strzelił jedną bramkę.